# روجر كينت
روجر كينت (بالإنجليزية: Roger Kent)‏ هو عسكري أمريكي، ولد في 1906، وتوفي في 16 مايو 1980.